# Nephila
Nephila es un género de arañas araneomorfas perteneciente a la familia Araneidae desde 2017 (Dimitrov et al., 2017), fecha en la que fue transferida desde la familia Nephilidae, y conocidas como arañas de seda de oro debido al color de la seda que producen. Los hilos de rosca de su telaraña brillan como el oro a la luz del sol. El macho es cerca de 1/5 del tamaño de la araña hembra. Las arañas de seda de oro exhiben comportamiento muy interesante. Con frecuencia, la hembra reconstruye la mitad de su tela cada mañana. Teje los elementos radiales, después se tejen los elementos circulares. Cuando ha terminado de tejer, vuelve y completa los boquetes. Además, las arañas jóvenes muestran un movimiento vibratorio cuando son acechadas por un depredador.
Este género de araña no es venenosa pero los síntomas más recurrentes de su mordedura son: dolor local, enrojecimiento y ampolla, estas suelen desaparecen en un intervalo aproximado de 24 horas. Síntomas compartidos con miles de géneros de arañas más. 

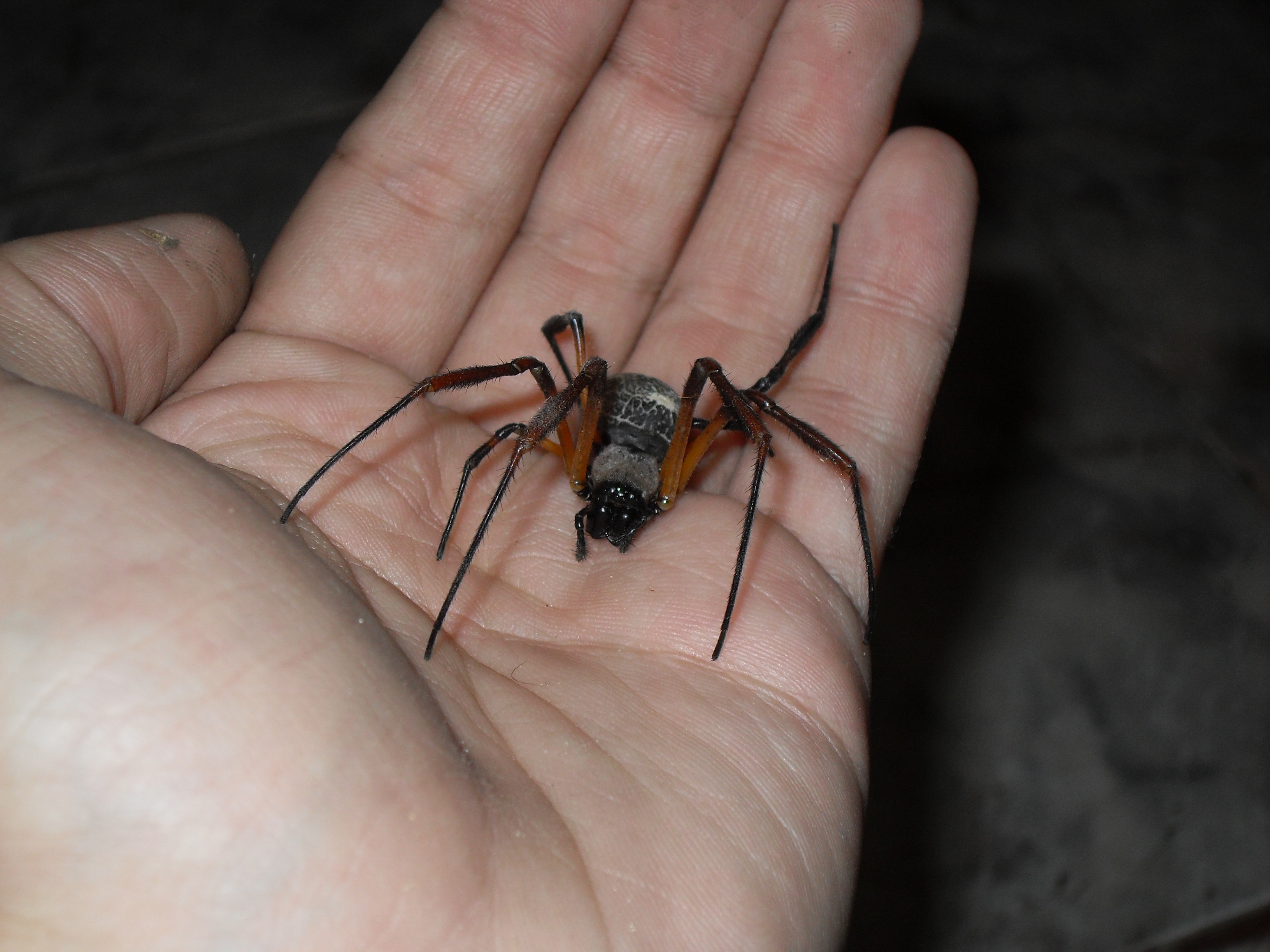
Nephila clavipes sudamericana

Su seda de araña es estudiada por su alta resistencia, tanto que en Indonesia se utiliza en la elaboración de prendas de vestir.
La especie extinta Nephila jurassica, que vivió hace cerca de 165 millones de años, alcanzaba una anchura de 15 centímetros entre sus patas, siendo así la mayor araña conocida fosilizada.

## Especies
- Nephila comorana Strand, 1916 — Comoras, Mayotte
- Nephila constricta Karsch, 1879 — África tropical
- Nephila cornuta (Pallas, 1772) — Guyana
- Nephila dIrángensis Biswas & Biswas, 2006 — India
- Nephila kuhlii (Doleschall, 1859) — India a Indonesia (Célebes)
- Nephila laurinae Thorell, 1881 — China a Islas Salomón
- Nephila pakistaniensis Ghafoor & Beg, 2002 — Pakistán
- Nephila pilipes (Fabricius, 1793) — India a China, Vietnam, Filipinas, Australia
  - Nephila pilipes malagassa Strand, 1907 — Madagascar
- Nephila robusta Tikader, 1962 — India
- Nephila tetragnathoides (Walckenaer, 1841) — Fiyi, Tonga, Niue
- Nephila vitiana (Walckenaer, 1847) — Indonesia, Fiyi, Tonga

Muchas especies que formaban este género fueron transferidas al género Trichonephila en 2019.